# Вольфф-Еренрайх фон Арнсвальдт
Вольфф-Еренрайх фон Арнсвальдт (нім. Wolff-Ehrenreich von Arnswaldt; 23 березня 1898, Банденіц — 4 січня 1972, Кассель) — німецький військово-морський діяч, контрадмірал крігсмаріне (1 січня 1945).

## Біографія
Представник давнього тюрінзького роду, відомого з 1178 року. 22 січня 1916 року вступив на флот матросом. Учасник Першої світової війни, служив на лінійних кораблях і крейсерах. Пройшов підготовку на навчальному торпедному судні «Вюртемберг» (1917). З 1918 року служив на міноносцях. З 7 липня 1919 року командир роти 16-го батальйону рейхсверу, з 26 жовтня 1920 року — 2-го батальйону берегової оборони, з 16 червня 1921 року — батальйону кадрованої корабельної дивізії «Нордзе». 15 квітня 1924 року призначений 2-м торпедним офіцером на лінійний корабель «Ельзас», з 30 вересня 1925 року — ротний командир. 9 грудня 1931 року призначений ад'ютантом командира в Свінемюнде. З 29 вересня 1933 року — викладач школи берегової артилерії, з 30 вересня 1935 по 25 серпня 1937 року — 1-й артилерійський офіцер броненосця «Дойчланд». З вересня 1937 року — на штабних посадах. З 9 березня 1938 року — 2-й, з 1 жовтня 1939 року — 1-й офіцер Адмірал-штабу в штабі військово-морської станції «Остзе». 23 липня 1940 року призначений комендантом морської оборони Фландрії. З 13 лютого 1941 року — начальник штабу начальника Командування ВМС «Б», з 5 квітня 1941 року — німецької військово-морської місії в Румунії, з 1 липня 1941 року — командувача-адмірала в Чорному морі, з 20 червня 1943 року — інспекції морської артилерії. 29 липня 1944 року призначений командувачем морською обороною Курляндії. Учасник боїв з радянськими ВМС. 8 травня 1945 року взятий в полон радянськими військами в Лібау. Утримувався в різних таборах і московських в'язницях. 29 червня 1950 року засуджений військовим трибуналом військ МВС Московського округу до 25 років таборів. 7 січня 1956 року як неамністований злочинець переданий владі ФРН і звільнений.

## Нагороди
- Хрест «За військові заслуги» (Мекленбург-Шверін) 2-го класу (14 липня 1917)
- Залізний хрест 2-го класу (27 січня 1918)
- Почесний хрест ветерана війни з мечами
- Медаль «За вислугу років у Вермахті» 4-го, 3-го і 2-го класу (18 років; 2 жовтня 1936) — отримав 3 нагороди одночасно.
- Іспанський хрест в сріблі (6 червня 1939)
- Застібка до Залізного хреста 2-го класу
- Залізний хрест 1-го класу
- Орден Корони Румунії, великий офіцерський хрест з мечами (13 березня 1942)
- Медаль «Хрестовий похід проти комунізму» (Румунське королівство; 10 травня 1942)
- Бронзова медаль «За хоробрість на морі» (Румунське королівство; 15 серпня 1942) — вручена 22 серпня 1942 року.
- Орден Корони короля Звоніміра 1-го класу з дубовим листям (Незалежна Держава Хорватія; 15 травня 1943)
- Орден Святої Корони, командорський хрест з військовою відзнакою і мечами (Угорське королівство; 17 квітня 1944)
- Хрест Воєнних заслуг 2-го класу з мечами (1 вересня 1944)